# Punta Sommeiller
Punta Sommeiller – szczyt w Alpach Kotyjskich, części Alp Zachodnich. Leży na granicy między Włochami (region Piemont) a Francją (Sabaudia). Szczyt można zdobyć drogami ze schronisk: Rifugio Camillo Scarfiotti (2165 m) oraz Rifugio Levi Molinari (1850 m). Sąsiaduje z Rognosa d’Etiache. Szczyt został nazwany na cześć francuskiego inżyniera Germaina Sommeillera.